# Werner Jochmann (Fußballspieler)
Werner Jochmann (* 13. November 1926; † 1991) war ein deutscher Fußballspieler. In der höchsten Spielklasse des DDR-Fußballs, der Oberliga, für den SC Einheit Dresden sowie dessen Namensvorgänger BSG Sachsenverlag und BSG Rotation.

## Sportliche Laufbahn
Seine fußballerische Laufbahn, die später durch das Ende des Zweiten Weltkrieges unterbrochen wurde, begann 1936 bei den Sportfreunden 01 Dresden. Zwischen September 1950, nach dem ihm mit der BSG Sachsenverlag Dresden am Ende der Saison 1949/50 in der Fußball-Landesklasse Sachsen der Aufstieg in die höchste Spielklasse der DDR gelungen war, und Juni 1962 bestritt Werner Jochmann 304 Oberligapartien und erzielte dabei 16 Tore. Nur 39 Fußballer wurden in der DDR-Oberliga häufiger eingesetzt als der Dresdner Verteidiger. Für Einheit Dresden ist der Linksverteidiger der Rekordspieler in der DDR-Oberliga. Nach dem Abstieg des SC Einheit in der Saison 1962/63 beendete Jochmann in der darauffolgenden Spielzeit seine Laufbahn in der 1. Liga Süd. In der Oberliga erreichte er als beste Saisonplatzierung mit den Dresdnern insgesamt dreimal den 4. Platz: 1951/52, 1952/53 und 1954/55.
In der Saison 1958 gewann der SC Einheit Dresden mit dem Abwehrspieler Werner Jochmann durch ein 2:1 nach Verlängerung im Finale gegen den SC Lokomotive Leipzig den FDGB-Pokal. Da der Cup der Pokalsieger zu diesem Zeitpunkt noch nicht geschaffen war, folgte für die Dresdner nach ihrem Pokaltriumph keine Europapokalteilnahme. Der langjährige Oberligaspieler wurde auch in der A-Nationalelf der DDR nicht auf internationalem Parkett eingesetzt.